# Hikmat Sulajman
Hikmat Sulajman, arab. ‏حكمت سليمان‎ (ur. 1889, zm. 1964) – iracki wojskowy i polityk, premier Iraku w latach 1936-1937.

## Życiorys

### Pochodzenie i wczesna działalność
Jego rodzina prawdopodobnie miała korzenie chrześcijańskie, jednak jego dziadek został zmuszony do przyjęcia islamu. Ojciec przyszłego premiera Iraku był gubernatorem (walim) wilajetu Basry. Hikmat Sulajman w Konstantynopolu ukończył studia prawnicze. Następnie wstąpił do szkoły wojskowej, którą ukończył jako oficer rezerwy, służył w piechocie. Pozostał w stolicy Turcji i pracował w administracji centralnej, w latach 1914-1915 kierował szkołą prawa, którą sam ukończył, a następnie wyjechał do Bagdadu i tam stanął na czele lokalnego departamentu oświaty. W kolejnych latach I wojny światowej został zmobilizowany i służył w armii tureckiej.
Po powstaniu państwa irackiego był dyrektorem poczty i telegrafu w latach 1922-1925. W 1925 został przewodniczącym parlamentu. W drugim rządzie Dżafara al-Askariego, utworzonym w 1926, objął tekę ministra spraw wewnętrznych, natomiast w gabinecie Abd al-Muhsina as-Saduna (1928-1929) był ministrem sprawiedliwości.
Należał do powstałej w 1931 Partii Braterstwa Narodowego, następnie odszedł z niej. Po raz trzeci został ministrem w rządzie Raszida Alego al-Kilaniego w 1933. Jako minister spraw wewnętrznych zaaprobował krwawe stłumienie powstania asyryjskiego (masakra w Simele) przez wojska pod dowództwem gen. Bakra Sidkiego. Po upadku rządu al-Kilaniego związał się z opozycyjną grupą Al-Ahali. Grupa ta domagała się zmian w porządku społecznym w Iraku, wskazując, iż dominująca warstwa zamożnych posiadaczy ziemskich, najbogatszych kupców oraz urzędników państwowych przedkładała prywatne interesy nad dobro państwa, przyczyniając się do pogarszania sytuacji gospodarczej w kraju i wzrostu ubóstwa. W 1935 Sulajman znalazł się w komitecie centralnym organizacji razem z Dżafarem Abu at-Timmanem i Kamilem al-Dżadirdżim. Porozumiał się z gen. Bakrem Sidkim, dzięki czemu w październiku roku następnego wojsko obaliło rząd Jasina al-Haszimiego. Zażądało także od króla Ghaziego wyznaczenia na nowego premiera właśnie Hikmata Sulajmana, żądanie to zostało zaakceptowane.

### Premier Iraku
Hikmat Sulajman zamierzał reformować Irak odgórnie, naśladując modernizację Turcji przeprowadzoną przez Mustafę Kemala Atatürka. Nową administrację centralną sformował, opierając się przede wszystkim na ludziach związanych z Al-Ahali, powołał również do rządu największą w dotychczasowej historii Iraku liczbę szyitów. Polityką zagraniczną kierował wspólnie z wodzem naczelnym Bakrem Sidkim, opierając ją na bliskich relacjach z Turcją oraz z Iranem, odrzucał natomiast koncepcje panarabskie. Jego rząd podpisał układ irańsko-iracki, regulujący spór graniczny o Szatt al-Arab, a następnie doprowadził do zawarcia czterostronnego układu obronnego z udziałem Iraku, Iranu, Turcji i Afganistanu. W 1936 zawarł także sojusz z Arabią Saudyjską.
Powstanie rządu Sulajmana z nadzieją przyjęły organizacje polityczne głoszące program reform społecznych, nielegalne związki zawodowe oraz Iracka Partia Komunistyczna, objęciu przez niego władzy towarzyszyły organizowane przez nie manifestacje poparcia. W pierwszych wystąpieniach publicznych Sulajman zapowiadał zwolnienie więźniów politycznych, przekazanie chłopom bezrolnym gruntów należących do państwa, wspieranie rozwoju państwowych zakładów przemysłowych. Pod koniec roku 1936 rząd utworzył Stowarzyszenie Reformy Ludowej, w ramach którego miał być formułowany i wdrażany program zmian. Radykalizm stowarzyszenia, w skład którego weszli najbardziej skłonni do reformowania kraju ministrowie, przeszedł oczekiwania premiera. Stowarzyszenie domagało się legalizacji związków zawodowych, demokratyzacji życia publicznego, przeprowadzenia reformy rolnej oraz wdrożenie szeregu kroków ograniczających nierówności społeczne: ustanowienia płacy minimalnej i maksymalnego dziennego czasu pracy, uchylenia ustawy o prawach i obowiązkach rolników, zmian w ordynacji podatkowej (podatek liniowy, wprowadzenie podatku od spadku).
Równocześnie Sulajman zamknął gazety niechętne jego rządowi i usunął ze stanowisk urzędników, których uznał za nielojalnych. Nie przystał na wszystkie postulaty zwolenników reform. Wiedział bowiem, że nie poprze ich armia kierowana przez Bakra Sidkiego, na którego poparciu nadal mu zależało. Ogłoszony w roku 1937 program rządowy zawierał jedynie niektóre sugestie Stowarzyszenia Reformy Ludowej. Były one zresztą blokowane przez przeciwników reform, którzy wyolbrzymiali zasięg sugerowanych zmian: zgodę Sulajmana na rozdanie minimalnych działek ziemi państwowej rolnikom indywidualnym przedstawiano jako radykalną reformę agrarną. W marcu 1937 Bakr Sidki nazwał reformatorów "utajnionymi komunistami". W odpowiedzi robotnicy domagający się reform zorganizowali strajki, które Sulajman polecił stłumić. Przywódcy protestów zostali uwięzieni lub zesłani. Postępowanie takie skłania niektórych autorów do wnioskowania, iż Sulajman dążył przede wszystkim do uzyskania władzy dla siebie, natomiast głębsze problemy społeczne, którymi zajmowali się członkowie Al-Ahali, w rzeczywistości go nie interesowały.
W tym samym roku Sulajman podjął rozmowy z szajchami plemiennymi z regionu środkowego Eufratu, którzy obawiali się, że wdrożenie reformy rolnej będzie oznaczało choćby częściową parcelację ich włości. Byli również rozżaleni usunięciem ich z parlamentu, do którego wprowadził ich Jasin al-Haszimi. Gdy premier uznał, że negocjacje nie dają rezultatów, polecił aresztowanie szajchów. Zamiast zapobiec nowemu buntowi plemiennemu, przyspieszył jego wybuch. Wojsko stłumiło jednak te wystąpienia.
O skierowaniu wojska przeciwko powstańcom Sulajman zadecydował po konsultacji z Sidkim, nie przeprowadzając dyskusji z ministrami. W rezultacie zwolennicy reform – ministrowie Salih Dżabr, Jusuf Izz ad-Din Ibrahim, Kamil al-Dżadirdżi oraz Dżafar Abu at-Timman – ostatecznie rozczarowali się co do jego osoby i złożyli dymisje. Lojalnych wobec Sulajmana pozostało trzech z siedmiu pierwotnych członków rządu. Na ich miejsce do gabinetu weszły osoby związane z Sidkim. Następnie Sulajman rozwiązał Stowarzyszenie Reformy Ludowej; jego liderzy zostali skazani na wygnanie. Rząd sprawował odtąd władzę w sposób autorytarny i realizował konserwatywną politykę poprzedników. Doprowadziło to do całkowitej utraty przezeń znacznego początkowo poparcia.
Rząd Sulajmana upadł po zabójstwie Bakra Sidkiego w 1937. Głównodowodzący irackich sił zbrojnych padł ofiarą spisku zawiązanego przez oficerów o poglądach panarabskich. Gdy Sulajman dowiedział się o spisku i polecił aresztowanie i proces niektórych jego uczestników, kolejne garnizony wojska irackiego wypowiedziały mu posłuszeństwo. Ostatecznie musiał podać się do dymisji. W marcu 1939 premier Nuri as-Sa’id oskarżył jego i kilku jego współpracowników o przygotowywanie zamachu na króla. Hikmat Sulajman został skazany na śmierć i ocalił życie tylko dzięki interwencji ambasadora Wielkiej Brytanii, po czym został de facto umieszczony w areszcie domowym, który opuścił po dojściu do władzy Raszida Alego al-Kilaniego w 1941. Wyjechał wówczas do Iranu. Ponownie osiedlił się w Bagdadzie w 1942, jednak nie prowadził już żadnej aktywności politycznej, lecz skupił się na opracowywaniu i wydawaniu prac swojego ojca.